# Pays Lauragais
Le Pays Lauragais est un Pôle d'équilibre territorial et rural (PETR) au sens de l’article 79 de la loi MAPTAM. C’est un établissement public constitué par accord entre plusieurs EPCI à fiscalité propre, dans un périmètre d'un seul tenant et sans enclave correspondant approximativement à celui du Lauragais « historique ».
Le PETR du Pays Lauragais, composé des représentants de 4 communautés de communes, est présidé par Gilbert Hebrard.

## Localisation
Le Pays Lauragais se trouve entre la métropole toulousaine au nord-ouest et l’agglomération de Carcassonne au sud-est et entre les villes de Pamiers au sud-ouest et de Castres au nord-est.
Le périmètre du Pays Lauragais ne correspond pas totalement à celui du Lauragais « historique », les frontières de ce dernier étant de plus sujet à variations selon les historiens. Ainsi, les communes du territoire du Sicoval ne font aujourd’hui pas partie du périmètre du P.E.T.R. du Pays Lauragais, alors que le territoire du Lauragais « historique » s’étendait à la veille de la Révolution « jusqu’aux portes de Toulouse ».
Son siège social est situé à Avignonet-Lauragais (mairie) et son siège administratif à Montferrand, au pied de l'Obélisque de Riquet sur le site du seuil de Naurouze.

## Historique
- 2001 : création de l'Association du Pays Lauragais.
- 2002 : création d’un Pays Lauragais au sens de la Loi Voynet (1999) englobant 157 communes, l’Association du Pays Lauragais en est l’organe décisionnel. Élaboration d’une Charte de Pays.
- 11 octobre 2004 : arrêté inter préfectoral définissant le périmètre du Pays Lauragais après validation de la charte par 153 communes.
- 30 juin 2005 : signature du Contrat de Pays (pour la période 2004-2007) par l’ensemble des partenaires institutionnels du Pays Lauragais : État, Régions Midi-Pyrénées et Languedoc-Roussillon, Départements de Haute-Garonne, Aude et Tarn.
- 2005-2006 : le Pays Lauragais est associé à la démarche inter-SCOT de l’Aire Urbaine toulousaine qui concerne les 4 cantons haut-garonnais de son territoire.
- 26 décembre 2006 : arrêté inter préfectoral définissant le périmètre du Schéma de Cohérence Territoriale (SCOT) Lauragais (61 communes haut-garonnaises).
- 2008-2013 : poursuite de la démarche de contractualisation (Contrat de Pays).
- 7 août 2008 : arrêté inter préfectoral modifiant les statuts du syndicat mixte du SCOT pour intégrer le Pays (superposition des périmètres du SCOT et du Pays Lauragais).
- 2009 : mise en place du Groupe d’Action Locale (GAL) des Terroirs du Lauragais, porté par la communauté de communes Piège et Lauragais.
- 26 avril 2011 : après dissolution de l’Association du Pays Lauragais (29 mars 2011), arrêté inter préfectoral créant le Syndicat Mixte du Pays Lauragais, structure qui porte le SCOT Lauragais et intègre les missions du Pays Lauragais.
- 26 novembre 2012 : approbation du SCOT du Pays Lauragais (devenu opposable le 5 février 2013).
- 2008, 2009, 2013 et 2015 : élargissement du périmètre (extension de communautés de communes à de nouvelles communes).
- 18 juin 2014 : lancement du site internet Lauragais Tourisme.
- 28 novembre 2014 : dépôt de candidature au programme LEADER 2014-2020.
- 1er janvier 2015 : arrêté inter préfectoral portant transformation du Syndicat Mixte du Pays Lauragais en Pôle d’Équilibre Territorial et Rural (P.E.T.R.) du Pays Lauragais. Mutualisation avec le GAL des Terroirs du Lauragais.
- 1er janvier 2017 : Fusion des EPCI : 4 et extension du périmètre à 167 communes

## Description

### Le territoire
Le Pays Lauragais regroupe 167 communes et 100 716 habitants (source : RGP 2014) sur 1 920 km2. Son périmètre s’inscrit sur 3 départements (l’Aude, la Haute-Garonne, le Tarn) et 1 région (Occitanie). Avec la réforme territoriale 2014 et la fusion de Languedoc-Roussillon et Midi-Pyrénées, le Pays Lauragais se trouve depuis janvier 2016 au centre d'une des régions les plus importantes d'Europe.

### EPCI membres
- - Communauté de communes Aux sources du Canal du Midi : 28 communes
  - Communauté de communes des Terres du Lauragais : 58 communes
  - Communauté de communes Castelnaudary Lauragais Audois : 43 communes
  - Communauté de communes Piège-Lauragais-Malepère : 38 communes

### Villes principales
Les principales villes du Pays Lauragais sont Castelnaudary, Revel, Villefranche-de-Lauragais, Bram, Nailloux, Caraman.

### Missions
Le P.E.T.R. a pour fonction de définir et mettre en œuvre une stratégie locale de développement du Pays Lauragais.
Il assure deux missions principales :
Le P.E.T.R. du Pays Lauragais, planificateur du territoire:
Le P.E.T.R. définit à travers le SCOT des orientations générales de l’organisation de l’espace du Pays Lauragais en prenant en compte des objectifs de développement durable. La Commission Urbanisme assure à ce titre un accompagnement des communes et communautés de communes dans leurs projets d’urbanisme pour aider à leur compatibilité avec le SCOT (avis sur les documents d’urbanisme). D’autre part, cette même commission propose plusieurs outils d’aide aux communes et communautés de communes : un guide d'accompagnement SCOT et Urbanisme, une charte architecturale et paysagère, des missions de conseil sur l’élaboration de projets architecturaux, de lotissement, d’insertion paysagère ou d'accompagnement.
Le P.E.T.R. du Pays Lauragais, accompagnateur et initiateur de projets:
Le P.E.T.R. définit un Projet de Territoire, compatible avec le SCOT, qui précise les conditions du développement économique, écologique, culturel et social du Pays Lauragais et détermine les actions en matière de développement économique, d’aménagement de l’espace et de promotion de la transition écologique. Ce projet est exposé dans une Convention Territoriale qui permet de financer des projets structurants avec l’appui de l’État, des Régions, des Départements et des fonds européens, notamment à travers le GAL.
Le GAL, outil financier porté par le P.E.T.R., gère le programme LEADER au service de la stratégie locale de développement du Pays, sur les thématiques Tourisme, Culture et Patrimoine. Cette stratégie de développement est portée par des commissions d’élus. Le GAL des Terroirs du Lauragais est présidé par monsieur Philippe Greffier.
La Commission Tourisme du P.E.T.R. œuvre avec ses partenaires à l’émergence de la destination « Pays Lauragais » : des études, supports de promotion et de nombreuses réalisations à destination des partenaires touristiques sont réalisés pour construire une stratégie de développement touristique commune. La Commission Culture et Patrimoine porte depuis 2003 le projet éducatif et artistique « Lauragais dans les arts » qui vise à faire intervenir des artistes dans des écoles du territoire pour réaliser des œuvres d’art collectives à partir d’un thème mettant en relief l’identité culturelle du Lauragais.